# Oliver Podhorín
Oliver Podhorín (sinh 6 tháng 7 năm 1992), là một cầu thủ bóng đá Slovakia thi đấu cho FK Senica ở vị trí hậu vệ.
Podhorín vô địch 2014–15 DOXXbet liga với MFK Zemplín Michalovce.

## Sự nghiệp câu lạc bộ
Podhorín sinh ra ở Michalovce ở Slovakia. Anh ra mắt tại Fortuna Liga cho MFK Zemplín Michalovce trước FK AS Trenčín ngày 18 tháng 7 năm 2015.